# Michałów (powiat opolski)
Michałów – kolonia w Polsce, w województwie lubelskim, w powiecie opolskim, w gminie Józefów nad Wisłą.
Do 2023 miejscowość była częścią wsi Mazanów.